# 邯山区
邯山区（かんざん-く）は中華人民共和国河北省邯鄲市に位置する市轄区。

## 行政区画
- 街道:火磨街道、陵園路街道、光明路街道、滏東街道、羅城頭街道、渚河路街道、浴新南街道、農林路街道、貿東街道、貿西街道、盛和路街道、城南街道
- 鎮:北張荘鎮、河沙鎮鎮、高臾鎮、西光禄鎮、馬頭鎮
- 郷:馬荘郷、南堡郷、代召郷、辛荘営郷、花官営郷、台城郷